# Contea di Csongrád-Csanád
Csongrád-Csanád è una contea dell'Ungheria meridionale al confine con la Romania e la Serbia. Confina con le altre contee di Bács-Kiskun, Jász-Nagykun-Szolnok e Békés; il suo capoluogo è Seghedino (Szeged).

## Struttura della provincia
È una tipica provincia delle Grande Pianura Ungherese con un numero relativamente piccolo di città in cui vive il 74% della popolazione.
Città di rilevanza comitale
- Seghedino (capoluogo)
- Hódmezővásárhely

Città
(in ordine di popolazione, secondo censimento del 2001)
- Szentes (31 082)
- Makó (25 619)
- Csongrád (18 937)
- Sándorfalva (7 887)
- Kistelek (7 573)
- Mindszent (7 382)
- Mórahalom (5 550)

Altri comuni
- Algyő
- Ambrózfalva
- Apátfalva
- Árpádhalom
- Ásotthalom
- Baks
- Balástya
- Bordány
- Csanádalberti
- Csanádpalota
- Csanytelek
- Csengele
- Derekegyház
- Deszk
- Dóc
- Domaszék
- Eperjes
- Fábiánsebestyén
- Felgyő
- Ferencszállás
- Földeák
- Forráskút
- Királyhegyes
- Kiszombor
- Klárafalva
- Kövegy
- Kübekháza
- Magyarcsanád
- Maroslele
- Mártély
- Nagyér
- Nagylak
- Nagymágocs
- Nagytőke
- Óföldeák
- Ópusztaszer
- Öttömös
- Pitvaros
- Pusztamérges
- Pusztaszer
- Röszke
- Ruzsa
- Szatymaz
- Szegvár
- Székkutas
- Tiszasziget
- Tömörkény
- Újszentiván
- Üllés
- Zákányszék
- Zsombó